# Record de France de natation messieurs du 1500 mètres nage libre
Le record de France de natation sportive messieurs pour l'épreuve du 1500 mètres nage libre concerne les records obtenus par les athlètes dans cette épreuve en bassin de 50 et 25 mètres.

## Bassin de 50 mètres
| Temps           | Athlète            | Naissance | Âge | Club                                  | Compétition                   | Lieu             | Date              |
| --------------- | ------------------ | --------- | --- | ------------------------------------- | ----------------------------- | ---------------- | ----------------- |
| 26 min 02 s     | André Caby         | 1892      | 20  | Pupilles de Neptune de Lille          | Championnats de France        | Juvisy-sur-Orge  | 23 juin 1912      |
| 25 min 48 s     | Henri Duvanel      | 1896      | 25  | Libellule de Paris                    | Championnats de France        | Strasbourg       | 20 août 1921      |
| 25 min 32 s     | Armand Lanoix      |           |     | Société de Natation de Strasbourg     | Championnats de France        | Tourcoing        | 13 août 1922      |
| 24 min 46 s 40  | Jean Rebeyrol      |           |     |                                       | Jeux olympiques d'été de 1924 | Paris            | 13 juillet 1924   |
| 24 min 0 s 60   | Salvator Pellegry  |           |     |                                       | Jeux olympiques d'été de 1924 | Paris            | 13 juillet 1924   |
| 23 min 20 s 2/5 | Jean Taris         | 1909      | 18  | Sporting club universitaire de France | Championnats de France        | Paris            | 15 août 1927      |
| 15 min 27 s 27  | Franck Iacono      | 1966      | 18  | Racing Club de France                 | Jeux olympiques (s)           | Los Angeles      | 4 août 1984       |
| 15 min 26 s 96  | Franck Iacono      | 1966      | 18  | Racing Club de France                 | Jeux olympiques (f)           | Los Angeles      | 5 août 1984       |
| 15 min 25 s 18  | Franck Iacono      | 1966      | 21  | Racing Club de France                 | Championnats de France        | Strasbourg       | 23 août 1987      |
| 15 min 21 s 45  | Franck Iacono      | 1966      | 22  | Racing Club de France                 | Championnats de France        | Dunkerque        | 7 août 1988       |
| 15 min 18 s 26  | Sylvain Cros       | 1980      | 19  | SN Strasbourg                         | Championnats d'Europe (f)     | Istanbul         | 30 juillet 1999   |
| 15 min 13 s 26  | Nicolas Rostoucher | 1981      | 19  | Mulhouse olympic natation             | Jeux olympiques (s)           | Sydney           | 22 septembre 2000 |
| 15 min 10 s 66  | Nicolas Rostoucher | 1981      | 21  | Mulhouse olympic natation             | Championnats de France        | Chalon-sur-Saône | 19 avril 2002     |
| 15 min 06 s 72  | Nicolas Rostoucher | 1981      | 22  | Mulhouse olympic natation             | Vittel Cup                    | Montpellier      | 19 décembre 2003  |
| 15 min 03 s 37  | Nicolas Rostoucher | 1981      | 25  | Mulhouse olympic natation             | Championnats de France        | Tours            | 14 mai 2006       |
| 14 min 55 s 73  | Sébastien Rouault  | 1986      | 20  | CNO Saint-Germain-en-Laye             | Championnats d'Europe (f)     | Budapest         | 4 août 2006       |
| 14 min 55 s 17  | Sébastien Rouault  | 1986      | 24  | Mulhouse Olympic Natation             | Championnats d'Europe (f)     | Budapest         | 11 août 2010      |
| 14 min 48 s 90  | Damien Joly        | 1992      | 24  | CN Antibes                            | Jeux olympiques (s)           | Rio de Janeiro   | 12 août 2016      |
| 14 min 44 s 72  | David Aubry        | 1996      | 22  | Montpellier Métropole Natation        | Championnats du monde (f)     | Gwangju          | 29 juillet 2019   |
| 14 min 44 s 66  | David Aubry        | 1996      | 27  | Montpellier Métropole Natation        | Jeux olympiques (f)           | Paris            | 4 août 2024       |

## Bassin de 25 mètres
| Temps          | Athlète             | Naissance | Âge | Club                           | Compétition             | Lieu                 | Date             |
| -------------- | ------------------- | --------- | --- | ------------------------------ | ----------------------- | -------------------- | ---------------- |
| 15 min 05 s 71 | Christophe Marchand | 1970      | 19  | Racing club de France          |                         | Boulogne-Billancourt | 16 décembre 1989 |
| 15 min 03 s 30 | Yann De Fabrique    | 1973      | 25  | AC Boulogne-Billancourt        | Coupe du monde          | Rio de Janeiro       | 22 novembre 1998 |
| 15 min 00 s 77 | Sylvain Cros        | 1980      | 19  | SN Strasbourg                  | Championnats interclubs | Dunkerque            | 16 janvier 1999  |
| 14 min 57 s 38 | Guy-Noël Schmitt    | 1983      | 17  | ASPTT Strasbourg               | Coupe du monde          | Sheffield            | 2 février 2000   |
| 14 min 49 s 88 | Sylvain Cros        | 1980      | 21  | CS Clichy 92                   | Championnats interclubs | Antibes              | 13 janvier 2001  |
| 14 min 46 s 16 | Nicolas Rostoucher  | 1981      | 20  | Mulhouse Olympic Natation      | Coupe du monde          | Paris                | 28 janvier 2001  |
| 14 min 39 s 06 | Sébastien Rouault   | 1986      | 20  | CNO Saint-Germain-en-Laye      | Championnats d'Europe   | Helsinki             | 9 décembre 2006  |
| 14 min 30 s 58 | Sébastien Rouault   | 1986      | 23  | Mulhouse Olympic Natation      | Championnats d'Europe   | Istanbul             | 12 décembre 2009 |
| 14 min 23 s 44 | David Aubry         | 1996      | 22  | Montpellier Métropole Natation | Championnats du monde   | Hangzhou             | 16 décembre 2018 |
| 14 min 19 s 62 | Damien Joly         | 1992      | 30  | Stade de Vanves                | Championnats du monde   | Melbourne            | 13 décembre 2022 |